# Francisco Sá (Minas Gerais)
Francisco Sá è un comune del Brasile nello Stato del Minas Gerais, parte della mesoregione del Norte de Minas e della microregione di Montes Claros.